# Saldoidini
Tribu
Les Saldoidini sont une tribu d'insectes du sous-ordre des hétéroptères (punaises), de la famille des Saldidae.

## Liste des genres
Selon ITIS (1er juin 2019) :
- genre Aoteasalda Larivière & Larochelle, 2016
- genre Calacanthia Reuter, 1891
- genre Capitonisalda J. Polhemus, 1981
- genre Capitonisaldoida J. Polhemus & D. Polhemus, 1991
- genre Chartosaldoida Cobben, 1987
- genre Chartoscirta Stål, 1868
- genre Halosalda Reuter, 1912
- genre Helenasaldula Cobben, 1976
- genre Ioscytus Reuter, 1912
- genre Kiwisaldula Larivière & Larochelle, 2016
- genre Macrosaldula Southwood & Leston, 1959
- genre Mascarenisalda J. Polhemus & D. Polhemus, 1991
- genre Micracanthia Reuter, 1912
- genre Oiosalda Drake & Hoberlandt, 1952
- genre Orthophrys Horváth, 1911
- genre Orthosaldula Gapud, 1986
- genre Pseudosaldula Cobben, 1961
- genre Rupisalda J. Polhemus, 1985
- genre Saldoida Osborn, 1901
- genre Saldula Van Duzee, 1914
- genre Sinosalda Vinokurov, 2004
- genre Zemacrosaldula Larivière & Larochelle, 2015